# 15 novembre 1969
Le samedi 15 novembre 1969 est le 319e jour de l'année 1969.

## Naissances
- Ashley Fox, personnalité politique britannique
- Bruno Maddox, romancier et journaliste britannique
- Daniel Abraham, auteur américain de science-fiction et de fantasy
- David Arrieta, joueur de rugby français
- Franck Cascales, peintre français
- Helen Kelesi, joueuse de tennis canadienne
- Jerko Ivanković Lijanović, homme politique bosnien
- Marc François, producteur français
- Natalia Valeeva, archère soviétique, moldave et italienne
- Neil de Silva, athlète trinidadien, spécialiste du 400 mètres

## Décès
- Georges Herment (né le 6 mai 1912), poète et romancier français
- Ignacio Aldecoa (né le 24 juillet 1925), écrivain espagnol
- Niels Larsen (né le 21 novembre 1889), tireur sportif danois
- Roy D'Arcy (né le 10 février 1894), acteur américain
- Sei Itō (né le 25 janvier 1905), écrivain japonais

## Événements
- Création du Clube Atlético Cristal au Brésil
- Création du LDU Portoviejo en Équateur
- Guerre du Viêt Nam : 250 000 à 500 000 personnes  manifestent pacifiquement contre la guerre à Washington, D.C.